# Wang Ťiou-s’
Wang Ťiou-s’ (čínsky pchin-jinem Wáng Jiǔsī, znaky 王九思, 1468–1551) byl čínský dramatik skládající hry ca-ťü a jüan-pen a autor písní san-čchü působící v říši Ming, jeden ze sedmi dřívějších mingských mistrů.

## Jména
Wang Ťiou-s’ používal zdvořilostní jméno Ťing-fu (čínsky pchin-jinem Jìngfū, znaky 敬夫) a literární pseudonymy Mej-pcho (čínsky pchin-jinem Měipō, znaky 渼陂) a C’-ke šan-žen (čínsky pchin-jinem Zige shānrén).

## Život
Wang Ťiou-s’ pocházel z okresu Chu nedaleko Si-anu, hlavního města provincie Šen-si ležící na severovýchodě mingské Číny. Mládí zasvětil studiu konfuciánských klasiků, přihlásil se k úřednickým zkouškám, složil jejich nižší stupně a roku 1496 i nejvyšší – palácové zkoušky – a získal titul ťin-š’. Poté nastoupil úřední kariéru.
S podporou významného politika a literárního kritika Li Tung-janga rychle postupoval, působil v akademii Chan-lin. Zapojil se do literárních diskuzí v Pekingu, kde patřil k takzvaným sedmi dřívějším mingským mistrům, kteří odmítali dosud převažující poezii kabinetního stylu a inspiraci hledali u tchangských a starších básníků. Společně s přítelem a kolegou z akademie Kchang Chajem byl Wang Ťiou-s’ zvláště kritický ke kabinetní poezii jakžto prázdné, bez emocí.
Roku 1510 však mocný eunuch Liou Ťin prohrál v mocenském boji a byl popraven, načež byli ze svých míst v akademii odvoláni Wang Ťiou-s’ i Kchang Chaj, ačkoliv jejich faktické styky s Liou Ťinem byly minimální; nicméně k odvolání stačilo, že pocházeli ze stejné provincie.
Wang Ťiou-s’ byl přeložen na nižší místo do provincie An-chuej, když musel opustit i to, vrátil se domů a – společně s Kchang Chajem – se soustředili na literární aktivity. Oba se věnovali literatuře, dramatu i hudbě, vynikli ve skládání „severních písní“ san-čchü. Wang a Kchaj patří s Li Kchaj-sienem ke třem nejvýznamnějším autorům písní čchü v 16. století. Kchang sice písní san-čchü složil více, ale kritici stavěli Wangovy písně výše.
Wang Ťiou-s’ složil přes 360 san-čchü, známý je však především jako dramatik. Ve svých hrách využíval satiru a alegorii k nepřímé kritice soudobé politiky, např. v jeho nejznámější „severní hře“ ca-ťü o tchangském básníkovi Tu Fu kupuje víno a těší se z jara (Tu C’-mej ku-ťiou jou-čchun ťi), v níž sučasníci viděli kritiku Li Tung-janga, nebo v jednoaktovce (žánru jüan-pen) Vlk z Čung-šanu (Čung-šan lang jüan-pen). Jeho dramata a písně mu vynesla pověst jednoho z nejlepších mingských autorů.